# Карательная операция «Якоб»
«Якоб» нем. «Jakob» — кодовое название карательной операции немецких оккупационных властей в годы Великой Отечественной войны против партизан и населения в Дзержинском и Узденском районах Минской области.
Особенность антипартизанской операции «Якоб», организованной фон Готтбергом, состояла в том, что для достижения более высоких результатов, она готовилась параллельно с акцией «Праздник урожая I» («Erntefest I»).
Карательная операция проводилась в январе 1943 года частями 13-го полицейского полка, батальона СС «Дирлевангер», айнзатцгруппы полиции безопасности и СД.
В результате операции немецкими солдатами были сожжены деревни Глухое, Перхурово, Любажанка, Литавец, Рудакова, расстреляно 372 местных жителя.